# Alaa Babiker
Alaa Eldin Babiker Hado (ur. 16 grudnia 1984) – piłkarz sudański grający na pozycji napastnika.

## Kariera klubowa
Piłkarską karierę Babiker rozpoczął w klubie Al-Hilal Omdurman i to w jego barwach zadebiutował w pierwszej lidze sudańskiej w 2003 roku. W tamtym sezonie osiągnął swój pierwszy sukces - został mistrzem kraju, a w 2004 roku sięgnął po dublet. Wywalczenie mistrzostwa kraju powtarzał z klubem z Omdurmanu przez kolejne lata aż do roku 2006. W 2007 roku przeszedł do lokalnego rywala, Al-Merreikh, z którym został wicemistrzem kraju i zdobywał miejscowy puchar.

## Kariera reprezentacyjna
W reprezentacji Sudanu Babiker zadebiutował w 2004 roku. W 2008 roku został powołany przez selekcjonera Mohameda Abdallaha do kadry na Puchar Narodów Afryki 2008.